# EP (Mogwai)
EP – minialbum szkockiego zespołu Mogwai, wydany 18 października 1999 roku w Wielkiej Brytanii oraz 26 października w Stanach Zjednoczonych (w wersji poszerzonej o 2 utwory).

## Historia
Jak stwierdził Stuart Braithwaite na stronie zespołu, 4 utwory mające znaleźć się na EP-ce zostały nagrane latem 1999 roku. Pomysł nagrania utworu Stanley Kubrick wyszedł od Johna Cummingsa. Ponieważ rezultat okazał się zadowalający, muzycy postanowili nagrać jeszcze trzy utwory i wydać całość jako EP-kę. Wersja amerykańska została wzbogacona o dwa utwory, wzięte z EP-ki No Education = No Future (Fuck the Curfew), wydanej wyłącznie w Wielkiej Brytanii.

## Wydania
Minialbum, zatytułowany po prostu jako EP został wydany 18 października 1999 roku w Wielkiej Brytanii nakładem Chemikal Underground i 26 października nakładem Matador Records w Stanach Zjednoczonych.  

### Lista utworów
| 1. | Stanley Kubrick (vocals – Lee Cohen)                      | 4:17  |
|    |                                                           |       |
| 2. | Christmas Song                                            | 3:24  |
|    |                                                           |       |
| 3. | Burn Girl Prom Queen (performer – Cowdenbeath Brass Band) | 8:31  |
|    |                                                           |       |
| 4. | Rage: Man                                                 | 5:03  |
|    |                                                           |       |
|    |                                                           | 21:15 |
|    |                                                           |       |

| 1. | Stanley Kubrick (vocals – Lee Cohen)                                 | 4:17  |
|    |                                                                      |       |
| 2. | Christmas Song                                                       | 3:24  |
|    |                                                                      |       |
| 3. | Burn Girl Prom Queen (performer – Cowdenbeath Brass Band)            | 8:31  |
|    |                                                                      |       |
| 4. | Rage: Man                                                            | 5:03  |
|    |                                                                      |       |
| 5. | Rollerball                                                           | 3:45  |
|    |                                                                      |       |
| 6. | Small Children In The Background (Barry Burns plays Analog Keyboard) | 6:49  |
|    |                                                                      |       |
|    |                                                                      | 31:49 |
|    |                                                                      |       |

Utwór 1 został nagrany w Sub Station, w Cowdenbeath. Dodatkowe nagranie i miksowanie w Ca Va Studios, w Glasgow.

Wszystkie pozostałe utwory nagrano w Ca Va Studios, z wyjątkiem utworu 5, nagranego w Ca Va Studios w kwietniu 1998 roku i utworu 6, nagranego w studiu Chem19 miesiąc później.

- Autorzy i wykonawcy: Mogwai  – Barry Burns, Dominic Aitchison, John Cummings, Martin Bulloch, Stuart Braithwaite
- Michael Brennan Jr. – producent muzyczny
- projekt graficzny okładki – Adam Piggot[7]

## Opinie krytyków
„EP-ka od razu odnosi sukces tam, gdzie Come On Die Young zawodzi: nie jest tak długa, więc łatwiej się w niej połapać i zawiera zarówno naprawdę spokojne, jak i naprawdę głośne fragmenty” uważa recenzent magazynu Pitchfork dodając iż „na płycie znajdują się również najlepsze jak dotąd utwory Mogwai”, a „zespół kontynuuje udoskonalanie i wprowadzanie innowacji w wąskich ramach swojej formuły”. Utwór 'Stanley Kubrick' jest „znakomity”, ale „następne kilka utworów przywraca na ziemię bardziej konwencjonalne instrumentarium”.
„Cztery przepiękne nowe utwory szkockich post-rockowców. Wszystkie utwory na enigmatycznie zatytułowanej EP-ce rozwijają się hipnotyzująco, z migoczącymi gitarami powoli rozpływającymi się nad delikatnie brzdąkającym fortepianem i leniwymi smyczkami” – oceniają recenzenci magazynu Kerrang!.